# Монтијано
Монтијано (итал. Montiano) је насеље у Италији у округу Форли-Чезена, региону Емилија-Ромања.
Према процени из 2011. у насељу је живело 682 становника. Насеље се налази на надморској висини од 153 м.

## Становништво
| 1931. | 1936. | 1951. | 1961. | 1971. | 1981. | 1991. | 2001. | 2011. |
| ----- | ----- | ----- | ----- | ----- | ----- | ----- | ----- | ----- |
| 2.325 | 2.294 | 2.134 | 1.827 | 1.565 | 1.567 | 1.545 | 1.591 | 1.701 |